# 平和と発展のための友好協力パートナーシップの構築に関する日中共同宣言
平和と発展のための友好協力パートナーシップの構築に関する日中共同宣言（へいわとはってんのためのゆうこうきょうりょくパートナーシップのこうちくにかんするにっちゅうきょうどうせんげん）は、1998年11月26日、江沢民総書記と小渕恵三首相が発表した共同文書。略称は日中共同宣言。

## 概説
1998年11月、江沢民は、ロシアに続いて日本を訪れた。中華人民共和国主席の訪日は初めてのことであった。しかし、江沢民は、「日本の軍国主義の清算はまだ徹底していない」との理解と信念のもと、東京でのあらゆる機会を捉えて歴史認識についての対日批判を展開したため、江沢民の言動は、多くの日本人の失望と反発を招いた。
長江大水害で江沢民の訪日が3カ月近く延期されたことが思わぬ結果をもたらした。というのも10月の金大中（キム・デジュン）韓国大統領訪日の際の日韓共同宣言に「植民地支配」および「韓国国民への痛切な反省と心からのお詫び」が明記され、中国側が日中の新共同宣言でも同じような表現を強く求めたからである。
これに対し日本側は、1972年の日本国政府と中華人民共和国政府の共同声明で「深い反省」をすでに表明したことを理由として、日中共同宣言に「謝罪」の文言を入れることを拒んだ。日本政府にすれば、中国との間では「お詫びの問題」はすでに解決済みの問題であったのである。結局、本「日中共同宣言」には、「日本側は、・・・過去の一時期の中国への侵略によって中国国民に多大な災難と損害を与えた責任を痛感し、これに対し深い反省を表明した。」となり、「心からのお詫び」は小渕恵三首相が首脳会談で述べて終わった。
しかし他方、江沢民訪日の具体的成果は内容豊富であった。日中共同声明と平和友好条約に続く日中間の第三の重要文書として日中共同宣言が発せられ、「平和と発展の友好協力パートナーシップ」を構築して地域と世界にともに貢献することがうたわれた。そして、協力強化に関する共同プレス発表において、年に一回の指導者の相互訪問や政府間ホットラインの敷設、第4次円借款の後2年分の供与（3900億円）とそれへの中国側の謝意、新幹線などについての日中協力促進が発表された。また日中二国間の事項のみならず、朝鮮半島問題や多角的貿易体制、東アジア経済問題等の国際分野においても協力することが合意された。